# A Criação de Eva (Michelangelo)
A Criação de Eva é um afresco (170x260 cm) de Michelangelo Buonarroti, datado de cerca de 1511 e que faz parte da decoração da abóbada da Capela Sistina, nos Museus do Vaticano, em Roma, encomendada pelo Papa Júlio II.

## História
Para pintar a abóbada, Michelangelo partiu dos vãos próximos à porta de entrada, aquela utilizada nas entradas solenes do pontífice e sua comitiva na capela, terminando no vão acima do altar. Os afrescos são executados em duas metades, divididas na altura da cerca que existia originalmente, mais ou menos acima de A Criação de Eva. Isto foi necessário porque o andaime cobria apenas metade da capela e deveria ser desmontado e remontado do outro lado após a primeira fase. A Criação de Eva (Gênesis 2, 18-25) é portanto a primeira cena a ser criada após a remontagem, provavelmente no outono de 1511. Se a maior monumentalidade e eloquência das figuras se encontram também no anterior fresco do Pecado Original e a expulsão do Paraíso terrestre, desta cena, a redução do número de “dias” necessários à criação do afresco é drástica: de doze/treze para apenas quatro. Isto explica a rapidez com que se completou o segundo semestre (apenas um ano), também devido aos contínuos e prementes pedidos do Papa, falecido poucos meses depois da descoberta ocorrida em 31 de outubro de 1512.